# دیاردی
دیاردی (انگلیسی: Diardi) شرکت خودروسازی ترک است، که در سال ۱۹۸۷ تأسیس شد.